# Château des Amerois
Le château des Amerois est un château de style romantique du XIXe siècle sis en Wallonie dans la vallée de l'Aulnois au cœur de la forêt de Muno, au sud-est de Bouillon en Belgique. Remplaçant un premier bâtiment détruit par le feu, le château actuel fut construit de 1874 à 1877 pour le prince Philippe de Belgique.

## Histoire
En 1847, le comte français Colette-Charles-Gustave du Maisniel, ancien maire de Wattignies, acquiert le vaste domaine des Amerois et le bois de Muno et y fait bâtir une maison de campagne. Théodore van der Noot, marquis d'Assche (en), rachète le domaine en 1858 et y fait construire un château. L'ensemble est racheté en 1868 à 1 million de francs belges par Philippe de Belgique, le frère du roi Léopold II. 
Un incendie ravage le premier château en 1873. Philippe de Belgique fait alors appel à l'architecte Gustave Saintenoy pour le reconstruire en beaucoup plus grand. La chapelle fait l'objet d'une attention particulière et reçoit une polychromie de Jules Helbig.
Le parc abrite un exemplaire de séquoia géant ainsi qu'un épicéa commun de 53 m, répertorié en 1989 comme l'arbre le plus élevé de Belgique et une charmille de 158 mètres de long. Des milliers de plantes et de fleurs sont cultivées dans sept serres. Le prince Philippe prévoit aussi de somptueuses écuries. Passionné de chasse, il séjourne plusieurs mois par an au château. Chaque année, un train spécial partant de Bruxelles amène la famille à la gare de Florenville. L'épouse du prince, Marie de Hohenzollern-Sigmaringen fait des croquis et des aquarelles du château ; la princesse Henriette y tient un journal mélangeant de courts récits du quotidien avec de nombreuses aquarelles de paysages, animaux et activités de loisirs.
Durant la Première Guerre mondiale, des militaires allemands occupent le château qui sort de cette occupation sans dégâts majeurs, hormis dans la cave à vin.
À la mort de Philippe, ses trois enfants héritent du château. Le mobilier et les œuvres d'art sont dispersés lors de plusieurs ventes aux enchères et le château est vendu pour 7 millions de francs au marchand de bois liégeois Robert Colette. Ce dernier abat pratiquement tous les arbres et revend la propriété trois ans plus tard à Alice Solvay, la nièce d'Ernest Solvay. À la fin du XXe siècle, le domaine appartient toujours à ses descendants.

## Galerie

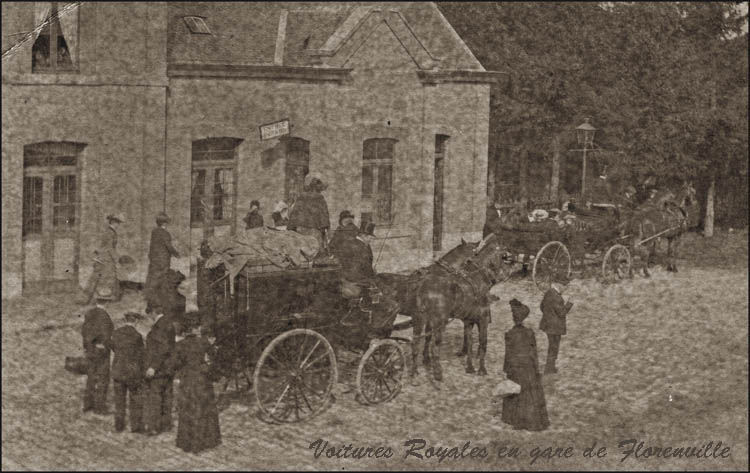
Les voitures royales devant la gare de Florenville.
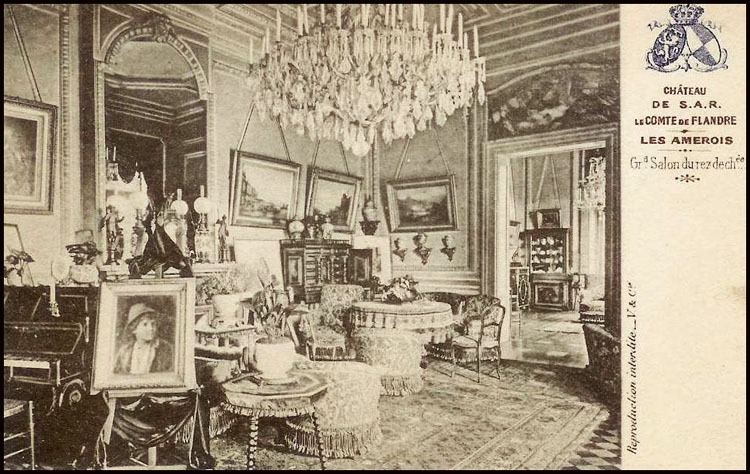
Le grand salon du rez-de-chaussée.
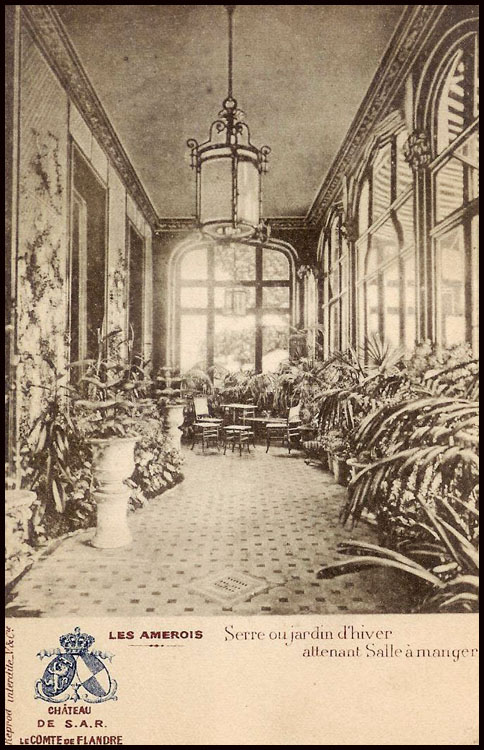
Le jardin d'hiver.

## Propriétaires
Depuis son origine, le domaine est donc successivement la propriété de :
- 1849 : Colette-Charles-Gustave du Maisniel ;
- 1859 : Théodore van der Noot, marquis d'Assche (en) ;
- 1868 : Philippe de Belgique ;
- 1923 : Robert Colette ;
- 1927 : Alice Solvay (1874-1931);
- 1931 : Pierre Solvay (1901-1989)[10];
- 1989 : Fils ainé de Pierre Solvay ainsi que les familles de Wangen et Aubertin[10].